# Lyon Internet Exchange
 (octobre 2014).
Si vous disposez d'ouvrages ou d'articles de référence ou si vous connaissez des sites web de qualité traitant du thème abordé ici, merci de compléter l'article en donnant les références utiles à sa vérifiabilité et en les liant à la section « Notes et références ».
LyonIX est le point d'échange Internet (IXP) de Lyon. LyonIX est géré par Rezopole, association soutenue par la Métropole de Lyon et la région Auvergne - Rhône-Alpes.

## Origine
LyonIX, l'IXP-NAP de Lyon, est créé sous la forme d'une association loi de 1901 à but non lucratif en 2001. En 2003, le premier nœud d'échange LyonIX 1 est inauguré, suivi par LyonIX 2 en 2007 et LyonIX 3 en 2014,,. Deux nouveaux points de présence, LyonIX 4 et 5 respectivement, sont installés sur les aéroports de Lyon St Exupéry et Lyon Bron en 2015, puis LyonIX 6 et 7 en 2019, et enfin LyonIX 8 en 2020.
LyonIX est une initiative gérée par Rezopole et soutenue par la Métropole de Lyon et la région Auvergne - Rhône-Alpes.

## Fonctionnement
LyonIX est le point d'échange Internet de Lyon exploité par Rezopole. L'IXP (le point d'échange Internet) développe Internet à Très Haut Débit à Lyon. LyonIX est aussi un NAP (Network Access Point), une place de marché qui permet aux membres d'acheter ou de vendre du transit de services Internet.

## Membres
Tout acteur ayant un numéro d'Autonomous System peut s’interconnecter à LyonIX.
Les membres connectés sur l'IXP NAP sont des FAI, opérateurs Internet pour entreprise, hébergeurs, centres de données, sites de vente en ligne, grandes entreprises privées et grand comptes publics. 

## Infrastructure LyonIX
LyonIX est réparti sur huit sites géographiquement éloignés : LyonIX 1 au nord de Lyon à Villeurbanne, LyonIX 2 au sud de l'agglomération à Venissieux, chez SFR, LyonIX 3 à l'ouest chez DCforData, et LyonIX 4 et 5 à l'aéroport Lyon Saint-Exupéry à Colombier-Saugnieu, LyonIX 6 chez Jaguar Network à Lyon , LyonIX 7 chez HosTELyon à Lyon Gerland, et LyonIX 8 chez Maxnod à Saint-Trivier-sur-Moignans.
Les membres interconnectés sur ces cinq points peuvent échanger des données entre eux, fluidifier leur trafic et développer leurs activités basées sur l'utilisation du protocole IP.

## Services

### Services publics
L'IXP (le point d'échange Internet) permet aux membres de LyonIX de faire du peering avec les autres acteurs connectés. LyonIX est interconnectées avec d'autres IXP en France ou à l'étranger[réf. nécessaire].
LyonIX est le nœud d'échange Internet de Lyon. Il permet aux acteurs de l'économie locale  (opérateurs télécoms, FAI (Fournisseur d'Accès à Internet), SSII (société de services en ingénierie informatique), collectivités locales, grands comptes) de faire du peering.

### Autres services
Accès à des « Routeurs Serveurs ».
En plus de l'activité peering, LyonIX est aussi un NAP (Network Access Point) qui permet techniquement l'achat et la vente des services Internet et Télécom en direct, car les réseaux des membres sont reliés sur le même nœud d'échange. LyonIX est devenu une place de marché Internet et Télécom neutre.